# Nicolas Slonimsky
Nicolas Slonimsky (São Petersburgo, 27 de abril de 1894 - São Francisco, 25 de dezembro de 1995) foi um maestro, autor, pianista, compositor e lexicógrafo americano nascido na Rússia, que fez sua carreira nos EUA. Mais conhecido por sua obra literária e de referência musical, ele escreveu o Thesaurus of Scales and Melodic Patterns e o Lexicon of Musical Invective, e editou Baker Biographical Dictionary of Musicians.

## Composições

### Piano
- Minitudes
- Variations on a Kindergarten Tune
- Yellowstone Park Suite
- Russian Nocturne
- Two Etudes
- Silhouettes Iberiennes
- Russian Prelude
- Modinha
- Variations on a Brazilian Tune (My Toy Balloon)
- Studies in Black and White

### Música de câmara
- Muss Perpetuo
- Suite (Сюита)
- Piccolo Divertimento
- Quaquaversal Suite

### Comercial e sátira
- Five Advertising Songs
- Gravestones at Hancock, New Hampshire (1945)
- A Very Great Musician
- I Owe a Debt to A Monkey (A Humorous Encore Song)

### Livros
- Music Since 1900 (1937)[a]
  - Supplement to Music since 1900 (1986)[b]
- Music of Latin America (1945)[c]
- Thesaurus of Scales and Melodic Patterns (1947)[d]
- The Road to Music New York (1947)[e]
- A Thing or Two about Music (1948)[f]
- Lexicon of Musical Invective (1953)[g]
- Baker's Biographical Dictionary of Musicians (1958).[h]
- The Concise Baker's Biographical Dictionary of Musicians (1987)[i]
- Perfect Pitch (1988)
- Lectionary of Music (1989)[j]

### Escritos coletados
- Nicolas Slonimsky: The First Hundred Years (1994)[k]
- The Great Composers and Their Works (Reissued as The Listener's Companion) (2000)[l]
- Nicolas Slonimsky: Writings on Music (2004)[m]
- Dear Dorothy - Letters from Nicolas Slonimsky to Dorothy Adlow (2012)[n]